# Intecymbium
Intecymbium antarcticum és una espècie d'aranya araneomorfa de la subfamília Erigoninae, dins de la família Linyphiidae. És l'únic membre del gènere monotípic Intecymbium.
Fou descrit per primera vegada per J. A. Miller l'any 2007,

## Distribució
És un endemisme de la part sud de Xile i l'Argentina ( a la Patagònia).